# گمینا سوپراشل
گمینا سوپراشل (به لهستانی:  Gmina Supraśl) یک گمینا در لهستان است که در شهرستان بیاوستوک واقع شده‌است. گمینا سوپراشل ۱۸۷٫۹۶ کیلومتر مربع مساحت و ۱۲٬۷۸۰ نفر جمعیت دارد.